# Ein starkes Team: Kleine Fische, große Fische
Kleine Fische, Große Fische ist ein deutscher Fernsehfilm von Peter Welz aus dem Jahr 2001. Es handelt sich um die 18. Folge der Krimiserie Ein starkes Team mit Maja Maranow und Florian Martens in den Hauptrollen.

## Handlung
Im Visier der Ermittlungen ist der Nachtclubbesitzer und Zuhälter Joseph Stankovicz. Ein „Altkrimineller“, dem die Berliner Polizei bisher nichts nachweisen konnte, um ihn hinter Gitter zu bringen. Nun drängt er sich ins Waffengeschäft, was Reddemanns Team unterbinden soll. Stankovicz hat aber großes Geschick, die Ermittlungen zu erschweren. Als sein Vater stirbt, nutzt er die Gelegenheit, um an Stelle der Leiche eine komplette Lieferung moderner Laser-Zielfernrohre im Sarg zu verstecken, der anschließend im Mausoleum der Familie "beigesetzt" wird. Verena gelingt es, Erik Kohnert, einen ehemaligen Kriminellen, als V-Mann unter Stankoviczs Leuten einzuschleusen. Wider Erwarten wird der Mann von Stankovicz erschossen und die Aktion droht zu scheitern. Doch auch unter den Waffenschiebern gibt es Unstimmigkeiten. Die permanente Präsenz der Polizei macht Stankovicz zunehmend nervös und seine junge Freundin Odalis beginnt, allmählich gegen ihn zu arbeiten, was Otto sich zu Nutze macht. Sie ist bereit, gegen Stankovicz auszusagen, was dem Spielhallenbesitzer nicht verborgen bleibt und er versucht um jeden Preis, das Mädchen zum Schweigen zu bringen. Die wertvolle Zeugin wird zur Sicherheit in einem abgelegenen Wochenendhaus untergebracht, unter Ottos persönlichem Schutz. Doch Odalis ist cleverer als alle denken. Sie entwischt nicht nur ihren Bewachern, sondern auch Stankoviczs Leuten und versucht, das Waffengeschäft allein abzuwickeln. Doch dabei werden sie und der Waffenhändler festgenommen. Nachdem sich Stankoviczs Sohn für den Mord an Erik Kohnert verantworten soll, begibt sich sein Vater freiwillig in Polizeigewahrsam und gesteht den Mord.

## Hintergrund
Kleine Fische, Große Fische wurde in Berlin gedreht und am 27. Mai 2001 um 20:15 Uhr im ZDF erstausgestrahlt.
Sputnik, dessen Rolle als Geschäftsmann in der Serie als ein Running Gag angelegt ist, hat in dieser Folge seine Gaststätte unter dem Motto „New Entertainment“ in ein Leselokal verwandelt.

## Drehorte (Auswahl)
- Stankovicz`Nachtclub war in einem U-Bahn-Bogen am Warschauer Platz
- Das Mausoleum steht auf dem „Schwedischen Friedhof“, einem Block des Südwestkirchhof Stahnsdorf
- Das Wochenendhaus steht heute noch in Neu-Venedig, Küsterwiesen 1a (Standort)
- Die Leiche des erschossenen V-Manns wird auf dem Geländes des ehemaligen Chemiewerk Rüdersdorf entdeckt

## Kritik
Die Kritiker der Fernsehzeitschrift TV Spielfilm meinen, „das ZDF trommelt seine Krimistars zusammen. Darunter auch Horst ‘Schnapper’ Krause als Gangsterboss und Leonard Lansink (‘Wilsberg’) als Polizeihelfer Georg. Aber wie heißt es doch: Viele Köche verderben den Brei.“ Fazit: „Bissiges Hai-Team in platter Flunder-Story.“